# Lista de estádios de futebol do Espírito Santo
Esta é uma lista dos estádios de futebol do estado do Espírito Santo.

## Principais estádios
Nesta lista estão os estádios do Cadastro Nacional de Estádios de Futebol da CBF de 2016. Todas as capacidades estão de acordo com esse cadastro, salvo aquelas referenciadas pontualmente.
| Estádio                             | Cidade                  | Proprietário                                               | Capacidade |
| ----------------------------------- | ----------------------- | ---------------------------------------------------------- | ---------- |
| Estádio Kleber Andrade              | Cariacica               | Governo do Estado do Espírito Santo                        | 21.000     |
| Estádio Engenheiro Araripe          | Cariacica               | Associação Desportiva Ferroviária Vale do Rio Doce         | 7.700      |
| Estádio Sumaré                      | Cachoeiro de Itapemirim | Estrela do Norte Futebol Clube                             | 6.000      |
| Estádio José Olímpio da Rocha       | Águia Branca            | Real Noroeste Capixaba Futebol Clube                       | 5.281      |
| Estádio do Bambu                    | Aracruz                 | Esporte Clube Aracruz                                      | 5.058      |
| Estádio Sernamby                    | São Mateus              | Centro Educativo Recreativo Associação Atlética São Mateus | 4.500      |
| Estádio Salvador Costa              | Vitória                 | Vitória Futebol Clube                                      | 3.000      |
| Estádio Conilon                     | Jaguaré                 | Prefeitura de Jaguaré                                      | 2.664      |
| Estádio Justiniano de Mello e Silva | Colatina                | Prefeitura de Colatina                                     | 2.600      |
| Estádio Virgílio Grassi             | Rio Bananal             | Prefeitura de Rio Bananal                                  | 2.200      |
| Estádio da Estiva                   | Serra                   | Sindicato dos Estivadores do Estado do Espírito Santo      | 2.100      |
| Estádio Almiro Ofranti              | Vargem Alta             | Prefeitura de Vargem Alta                                  | 2.000      |
| Estádio Emílio Nemer                | Castelo                 | Castelo Futebol Clube                                      | 2.000      |
| Estádio Robertão                    | Serra                   | Sociedade Desportiva Serra Futebol Clube                   | 2.000      |
| Estádio José Olívio Soares          | Itapemirim              | Clube Atlético Itapemirim                                  | 2.000      |
| Estádio Ernesto Campos da Fonseca   | São José do Calçado     | Prefeitura de São José do Calçado                          | 1.250      |
| Estádio Cléber Roque Bertolde       | Marilândia              | Prefeitura de Marilândia                                   | 1.100      |
| Estádio Gil Bernardes da Silveira   | Vila Velha              | Esporte Clube Tupy                                         | 1.000      |
| Estádio Moreira Rebello             | Cachoeiro de Itapemirim | Cachoeiro Futebol Clube                                    | 1.000      |
| Estádio Municipal de Itaguaçu       | Itaguaçu                | Prefeitura de Itaguaçu                                     | 1.000      |

## Outros estádios
| Estádio                            | Cidade                  | Proprietário                        | Capacidade |
| ---------------------------------- | ----------------------- | ----------------------------------- | ---------- |
| Estádio Gabrielão                  | São Gabriel da Palha    | Prefeitura de São Gabriel da Palha  | 5.000      |
| Estádio José Ibrahim Nicolau       | Muniz Freire            | Muniz Freire Futebol Clube          | 5.000      |
| Estádio Antônio Osório Pereira     | Iúna                    | Rio Pardo Futebol Clube             | 5.000      |
| Centro Esportivo Pomerano          | Santa Maria de Jetibá   | Sociedade Esportiva Santa Maria     | 5.000      |
| Estádio Carlos Firmo               | Bom Jesus do Norte      | Ordem e Progresso Futebol Clube     | 5.000      |
| Estádio Marcos Jorge Campagnaro    | Ibiraçu                 | Prefeitura Municipal de Ibiraçu     | 5.000      |
| Estádio Davino Mattos              | Guarapari               | Guarapari Esporte Clube             | 3.000      |
| Estádio João Vieira da Fraga       | Muqui                   | Comercial Sporte Clube              | 3.000      |
| Estádio Coronel Paiva Gonçalves    | Mimoso do Sul           | Mimosense Futebol Clube             | 3.000      |
| Estádio Olímpio Perim              | Venda Nova do Imigrante | Rio Branco Futebol Clube            | 2.100      |
| Estádio Zenor Pedrosa Rocha        | Nova Venécia            | Prefeitura de Nova Venécia          | 2.000      |
| Estádio João Soares de Moura Filho | Pinheiros               | Pinheiros Futebol Clube             | 1.500      |
| Estádio SESI Araçás                | Vila Velha              | Serviço Social da Indústria         | 1.500      |
| Estádio Joaquim Viana Ramalheti    | Anchieta                | Prefeitura de Anchieta              | 1.000      |
| Estádio Governador Bley            | Vitória                 | Instituto Federal do Espírito Santo | –          |

## Estádios demolidos
| Estádio                          | Cidade     | Proprietário            | Capacidade |
| -------------------------------- | ---------- | ----------------------- | ---------- |
| Estádio Guilhermão               | Linhares   | Linhares Esporte Clube  | 5.000      |
| Estádio Joaquim Calmon           | Linhares   | Família Calmon          | 2.000      |
| Estádio Othovarino Duarte Santos | São Mateus | Matheense Football Club | 1.000      |

## Galeria

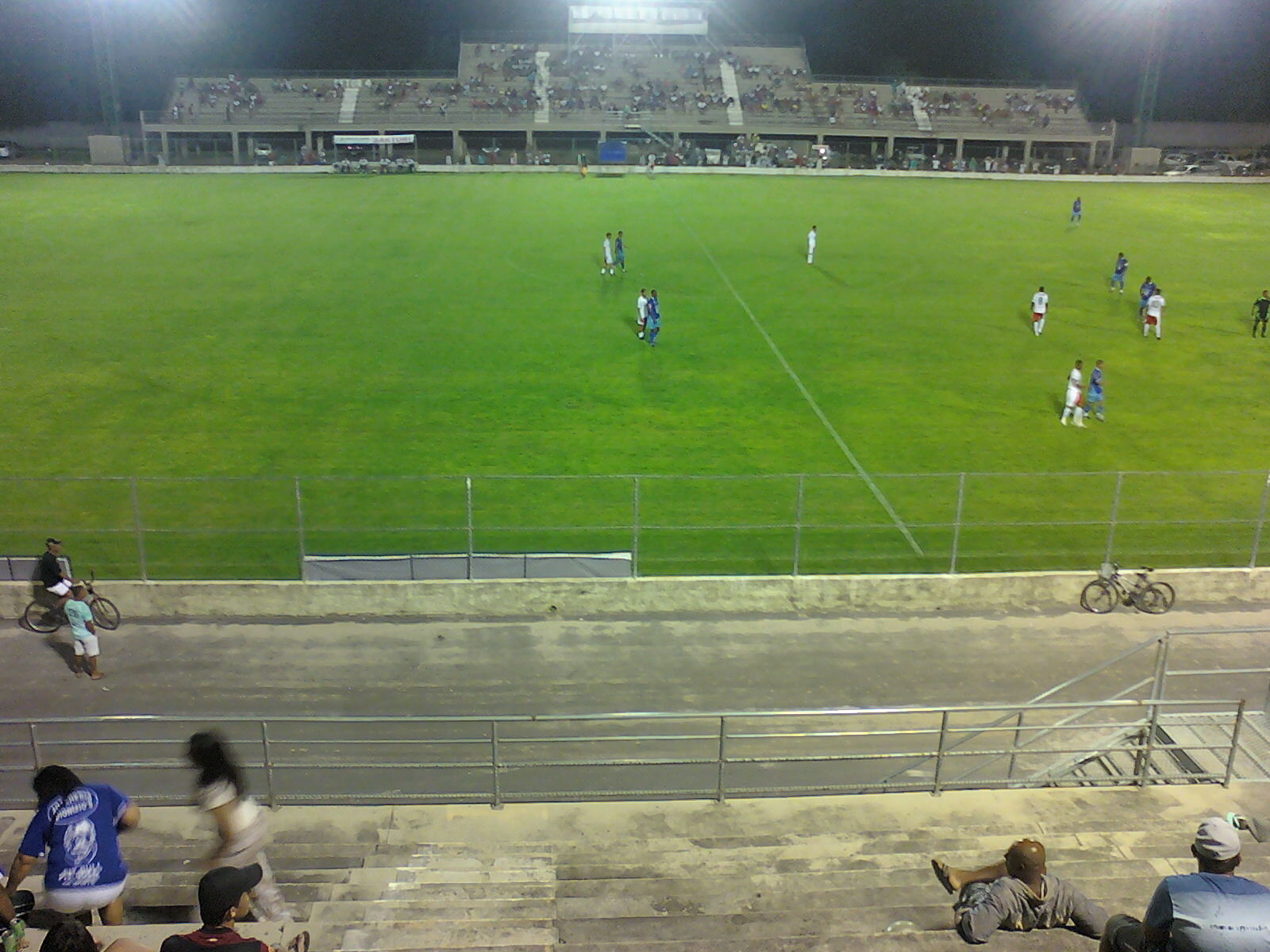
Estádio Conilon.
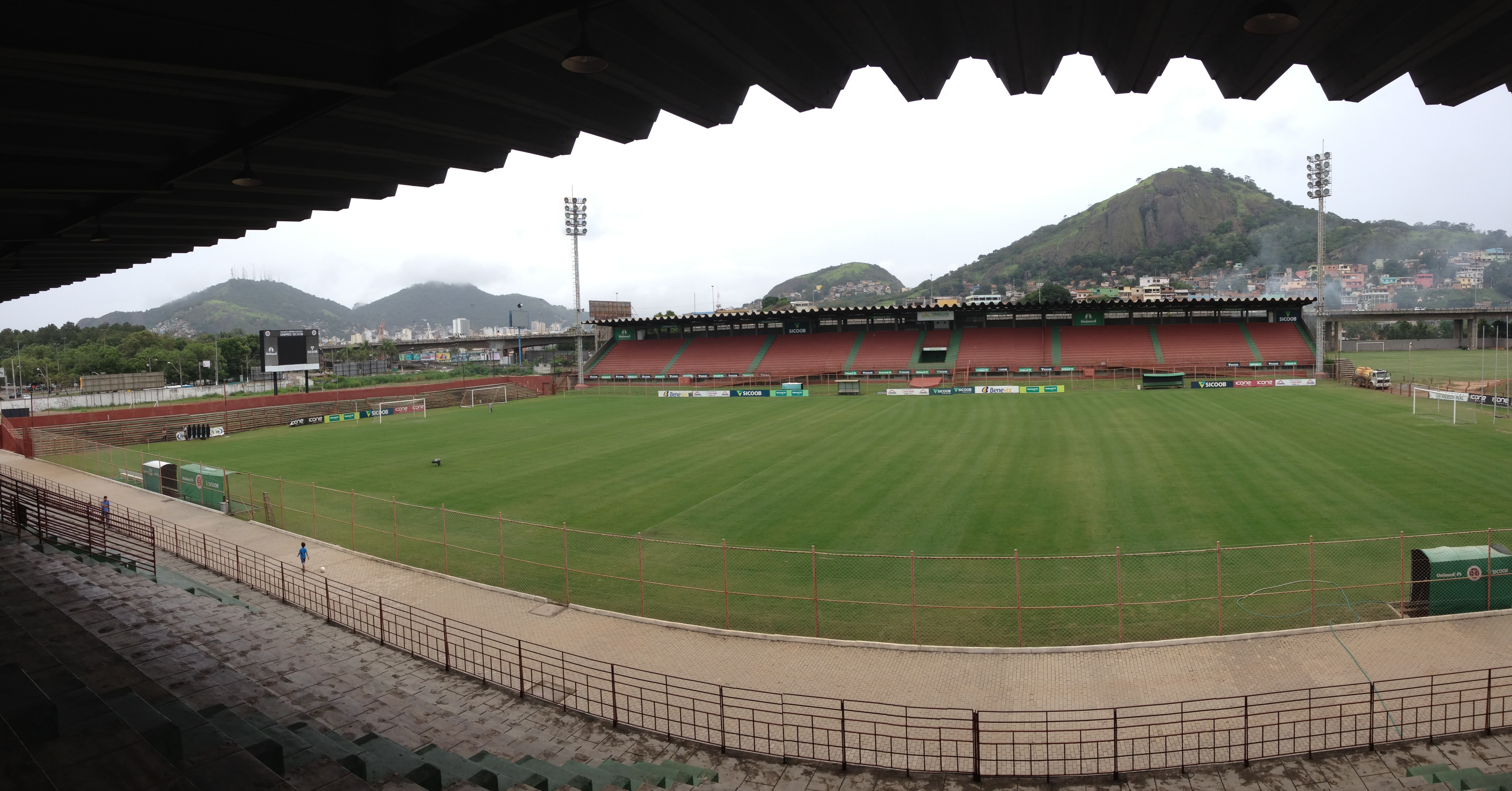
Estádio Engenheiro Araripe.
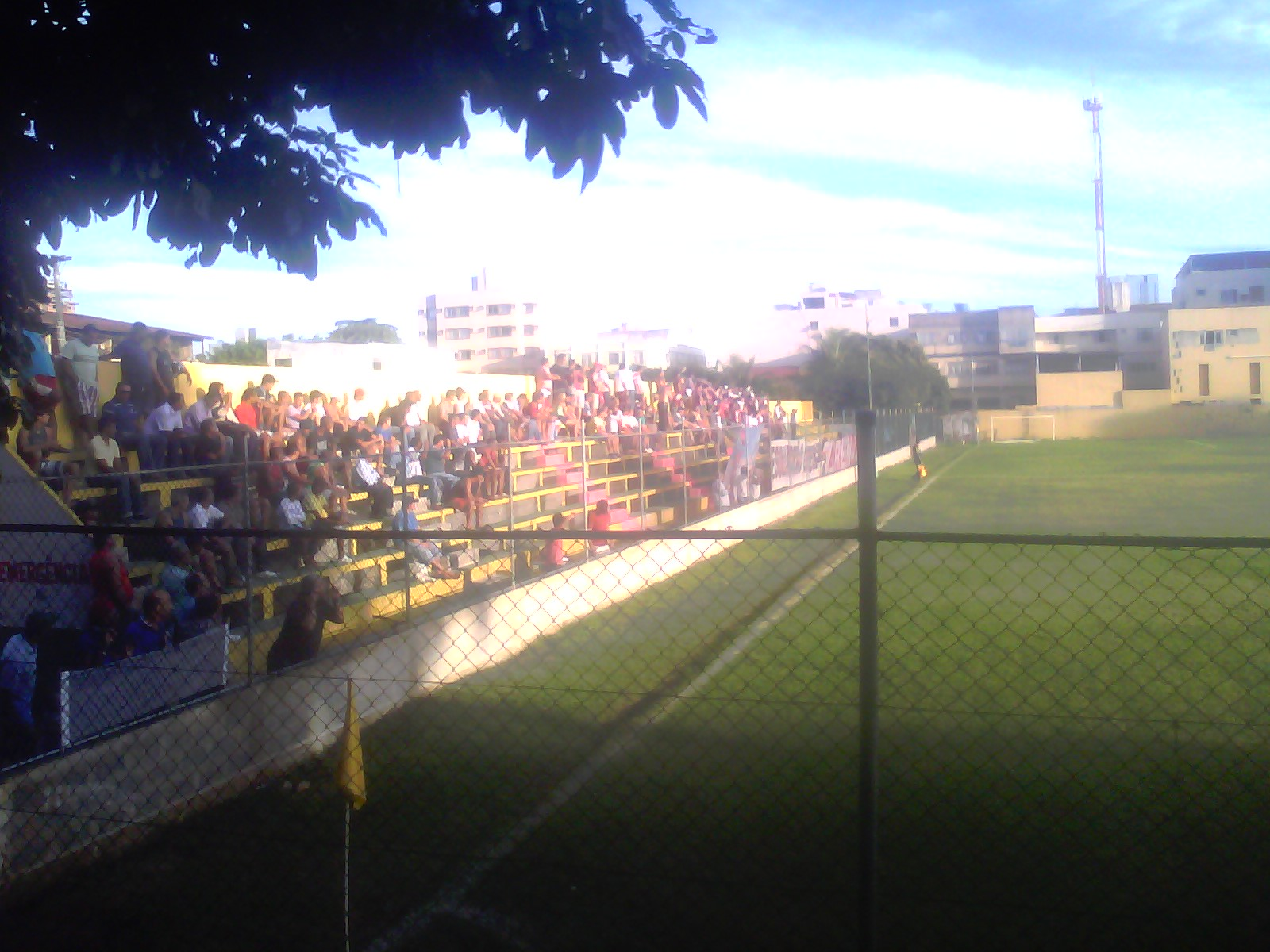
Estádio Gil Bernardes da Silveira.
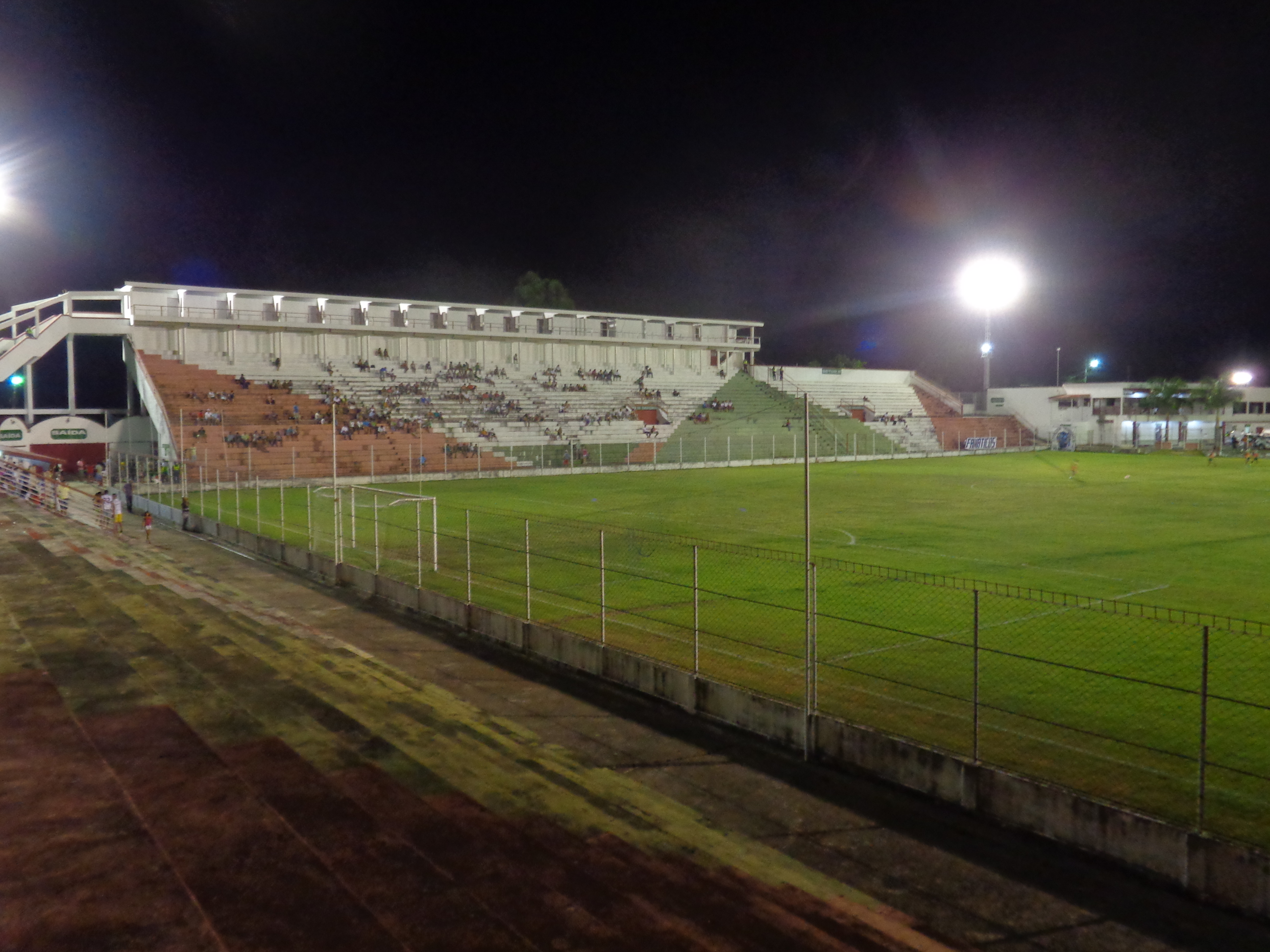
Estádio José Olímpio da Rocha.
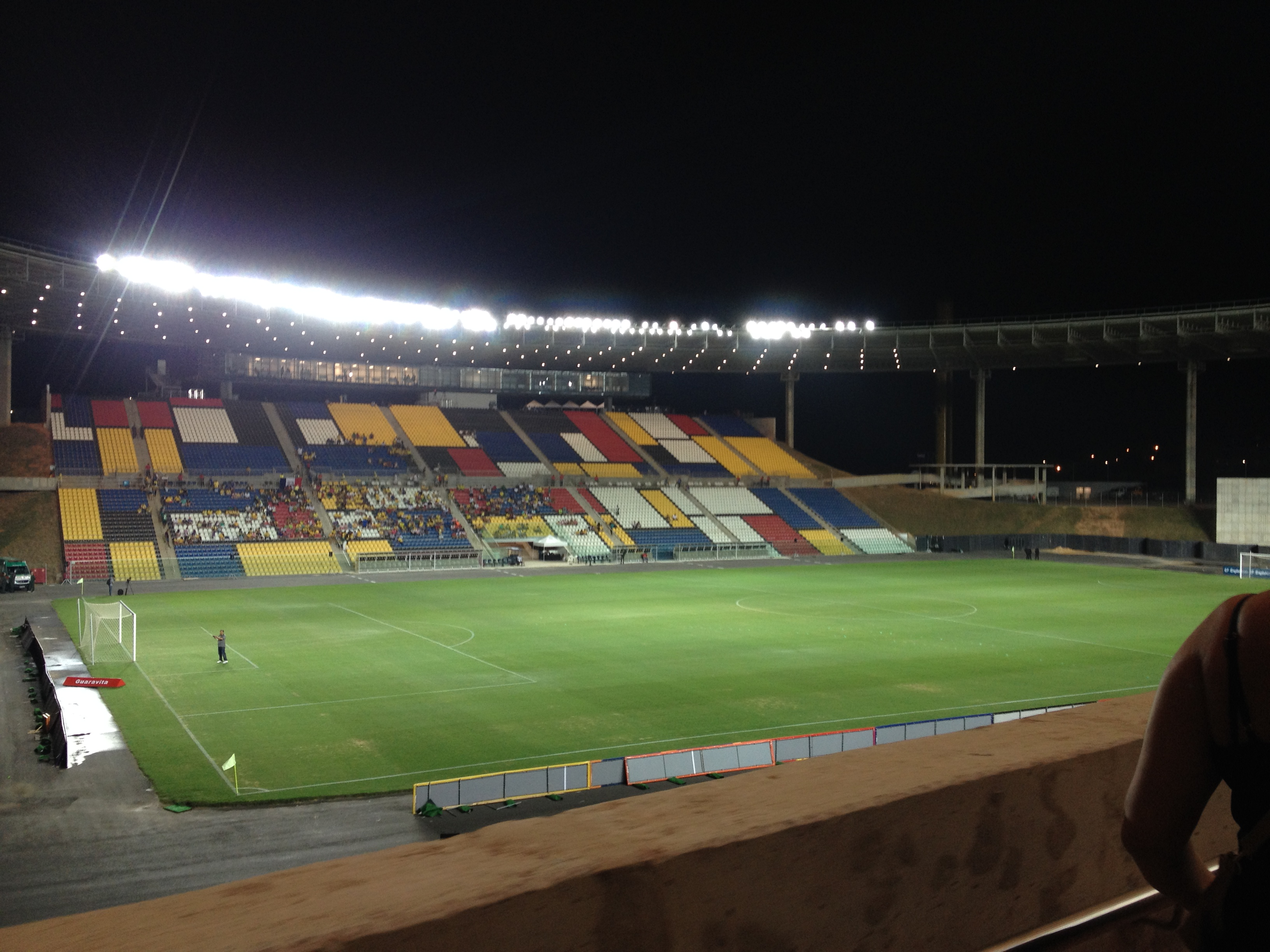
Estádio Kleber Andrade.
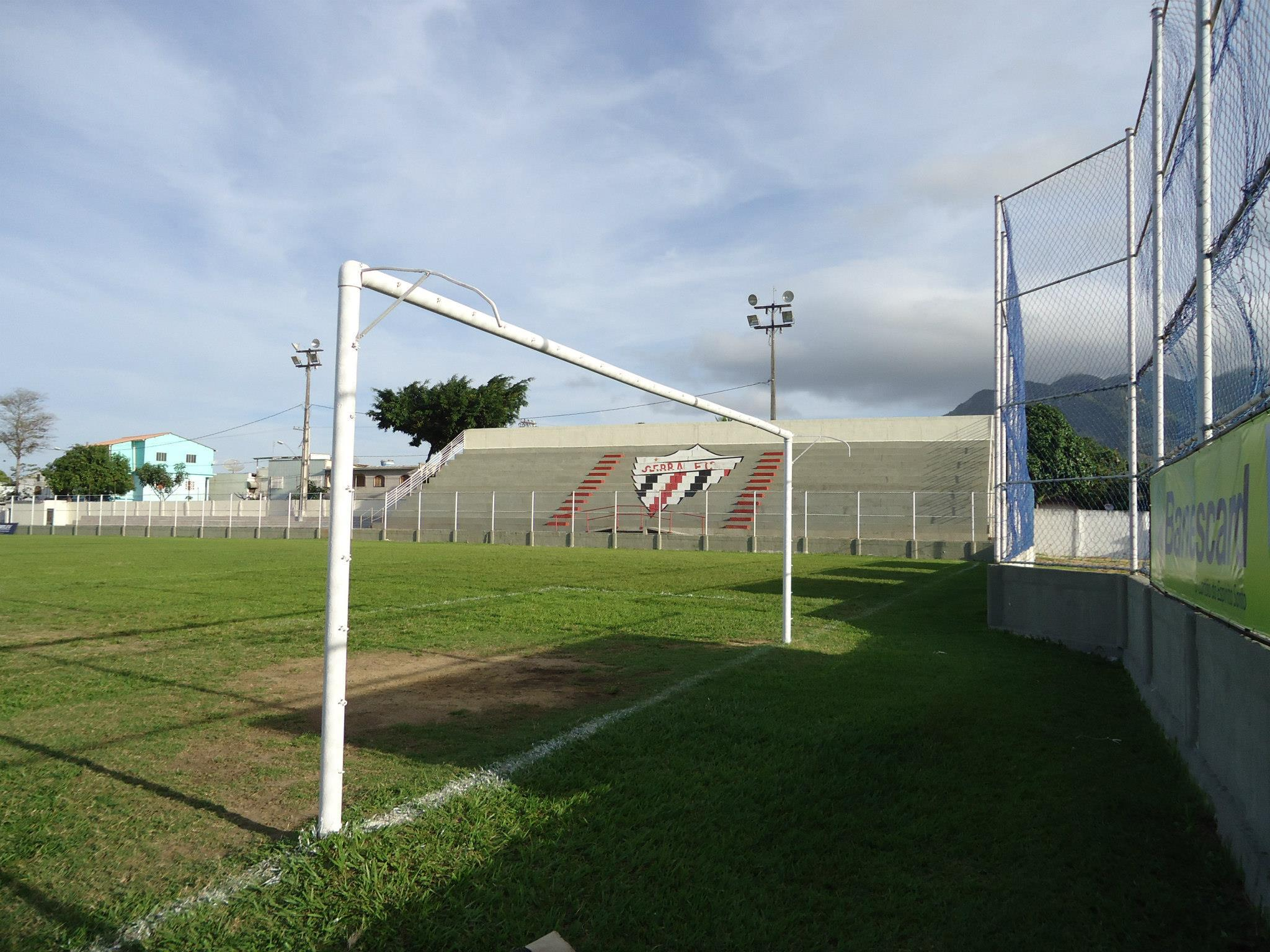
Estádio Robertão.
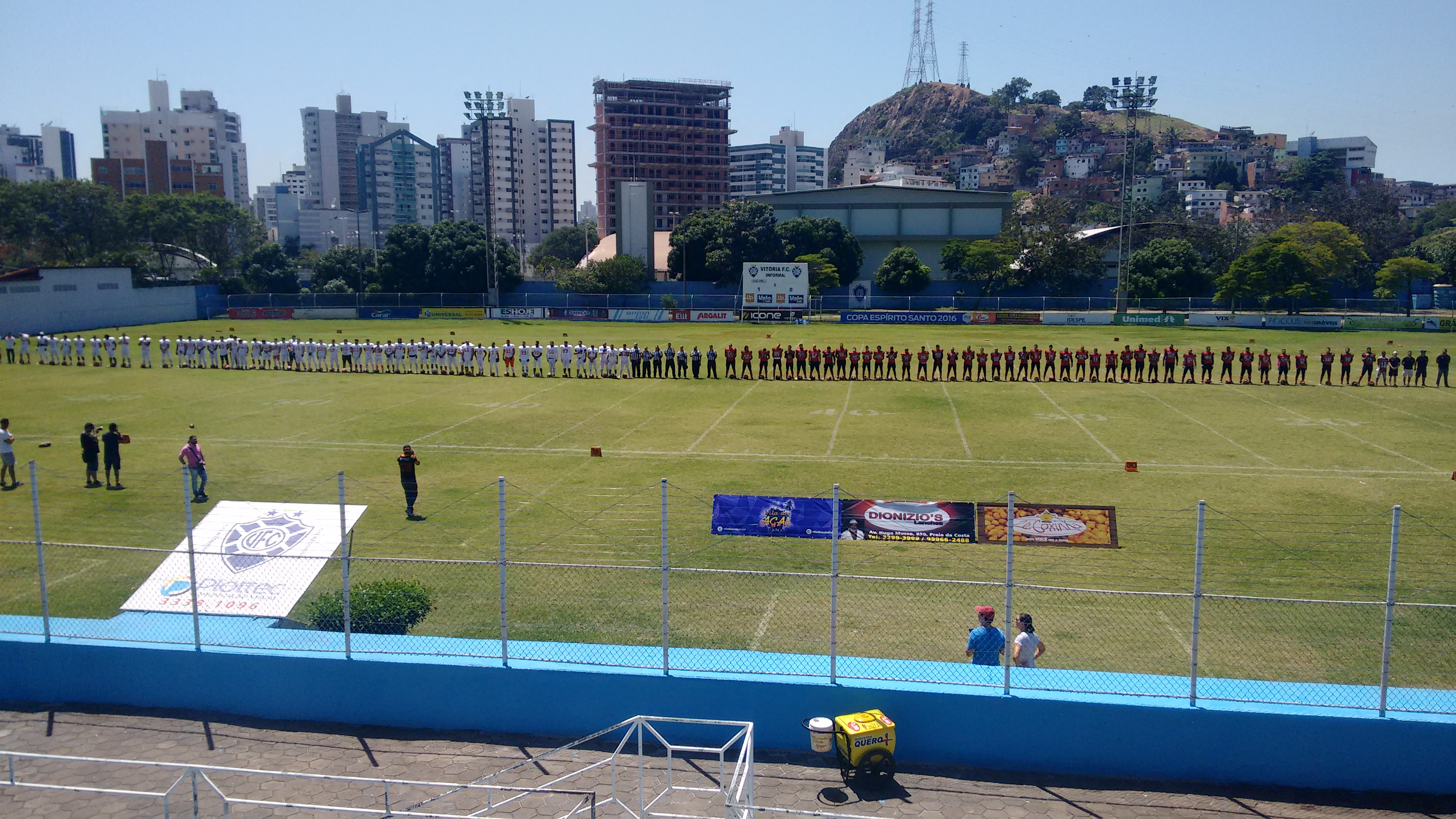
Estádio Salvador Costa.
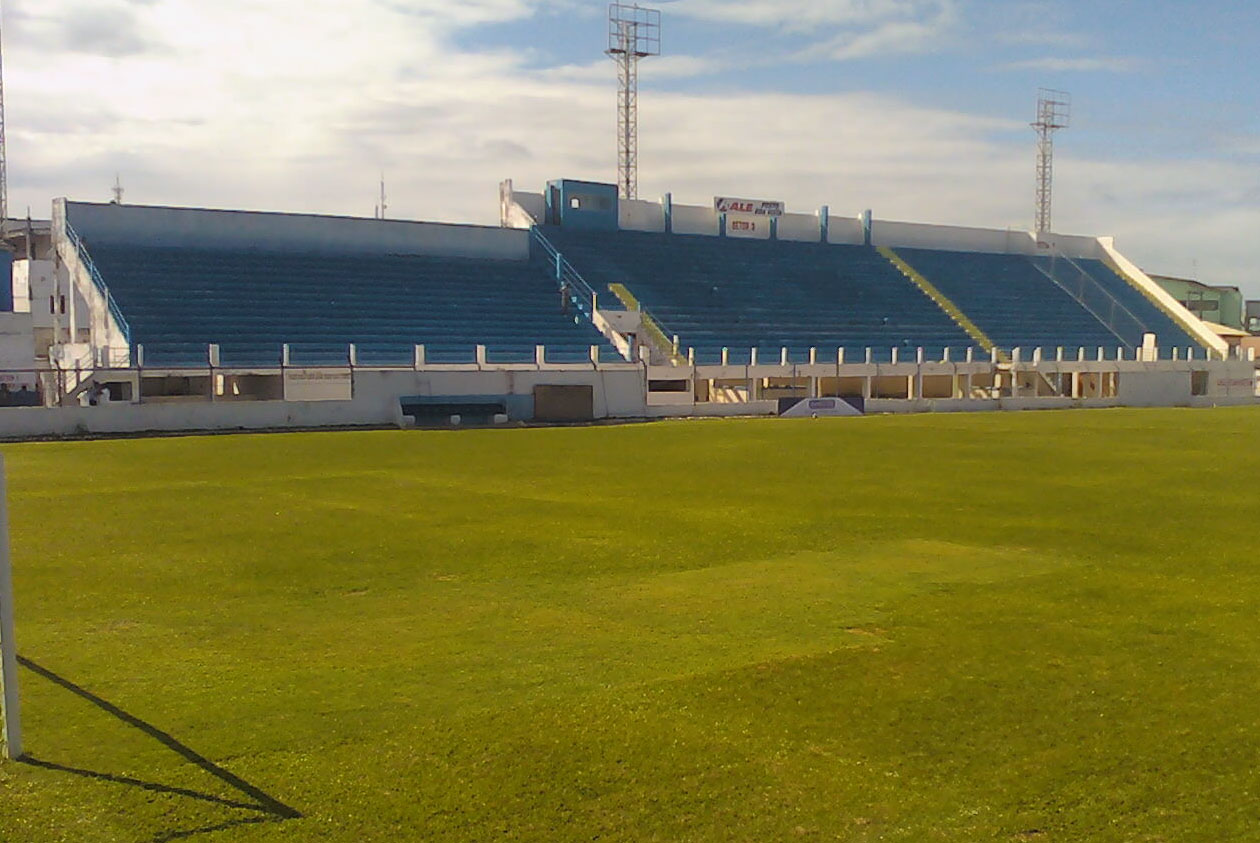
Estádio Sernamby.